# En kort historie om næsten alt
En kort historie om næsten alt af den amerikanske forfatter Bill Bryson er en populærvidenskabelig bog, der forklarer nogle områder af videnskab, ved hjælp af en sprogstil, der sigter mod at være mere tilgængelige for læseren end i mange andre bøger dedikeret til emnet. 
Det var en af de bedst-sælgende populærvidenskabelige bøger i Storbritannien i 2005, hvor den solgt over 300.000 eksemplarer.
En kort historie om næsten alt afviger fra Bryson normale rejsebogs-genre, og handler i stedet generelle videnskaber som kemi, palæontologi, astronomi og partikelfysik. I det, han udforsker tid fra Big Bang til opdagelsen af kvantemekanikken via evolution og geologi. Bryson fortæller historien om videnskaben gennem historier om mennesker, der gjorde de mange opdagelser, mennesker såsom Edwin Hubble, Isaac Newton og Albert Einstein.
Bill Bryson blev inspireret til at skrive bog ombord på et fly under en tur over Stillehavet, hvor han blev opmærksom på sin egen manglende viden om "den eneste planet jeg nogensinde kommer til at leve på.", om hvorfor havet var salt, men de store søer ikke var, om havene blev mere og mere saltet eller ej, og om salinitet var noget han overhovedet skulle bekymre sig om. Alle bøger om videnskab han indtil dato havde stiftet bekendtskab med havde altid blot fortalt tørre fakta, men aldrig hvorfor, hvordan og hvornår.
Bogen har vundet Aventis prisen (Det Britiske Royal Societys pris til Videnskab bøger om generel videnskab) og Descartes prisen (nu Science Communication Prize).